# A2X Markets
A2X Markets est une bourse sud-africaine, fondée en 2017. Elle a été lancée dans le but de créer de la concurrence sur le marché sud-africain.

## Histoire
A2X est une bourse de type MTF qui a obtenu une licence d'exploitation auprès du Financial Services Board, aujourd'hui Financial Sector Conduct Authority (FSCA (en)), le 6 avril 2017.
Le 6 octobre 2017, A2X a fait ses débuts avec trois cotations : African Rainbow Capital, Peregrine Holdings et Coronation Fund Managers, pour une capitalisation boursière combinée de 14 milliards de rands.